# コンラート・アデナウアー
コンラート・ヘルマン・ヨーゼフ・アデナウアー（ドイツ語: Konrad Hermann Joseph Adenauer、1876年1月5日 - 1967年4月19日）は、ドイツの政治家。西ドイツの初代連邦首相を1949年から1963年に亘って務めた。また1951年から1955年には、外相を兼任した。戦前はドイツ中央党に属し、戦後はドイツキリスト教民主同盟（CDU）の初代党首。欧州連合の父としても知られる。

## 来歴

### 生誕

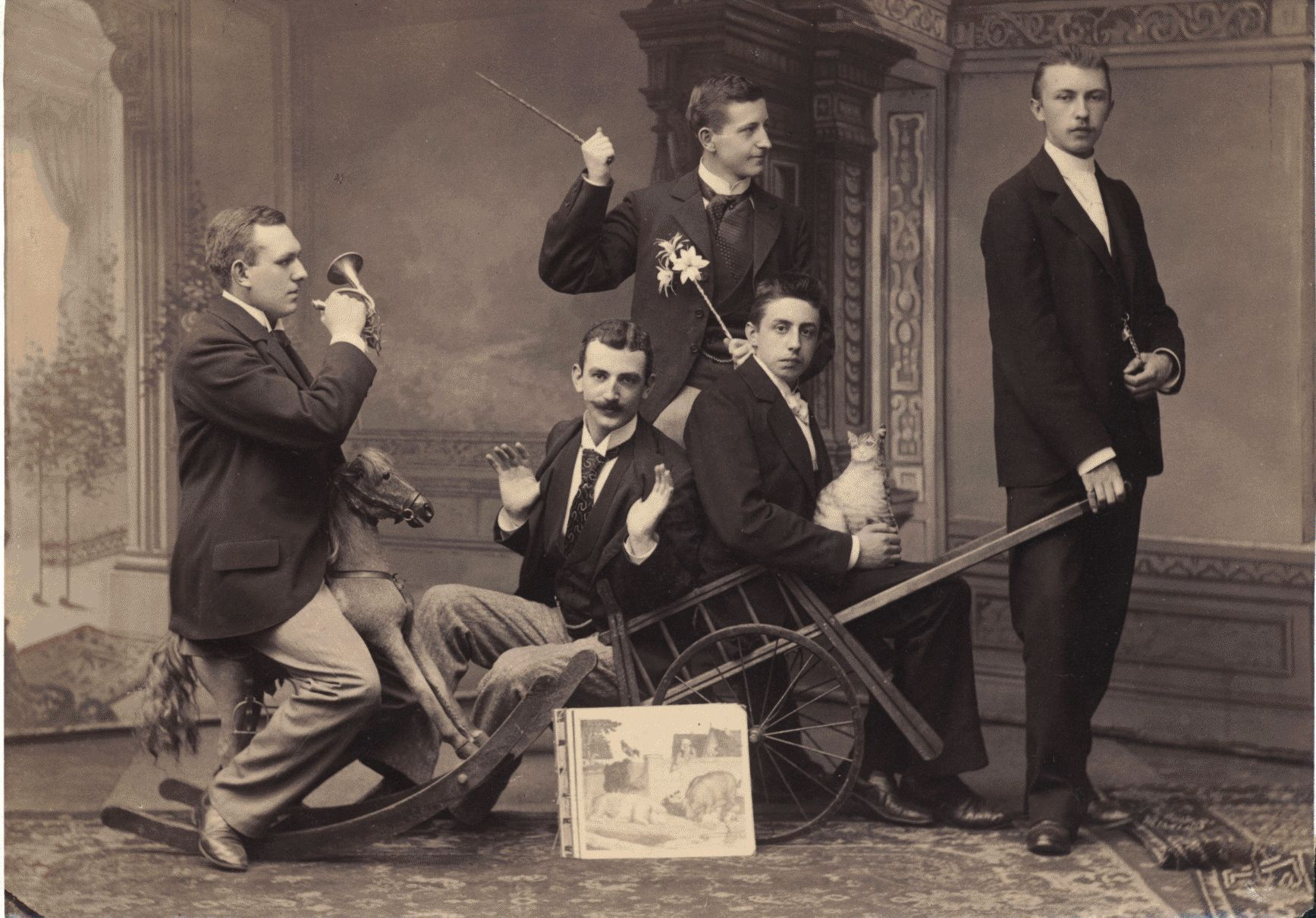
学生時代のアデナウアー（右端）（1896/97年）

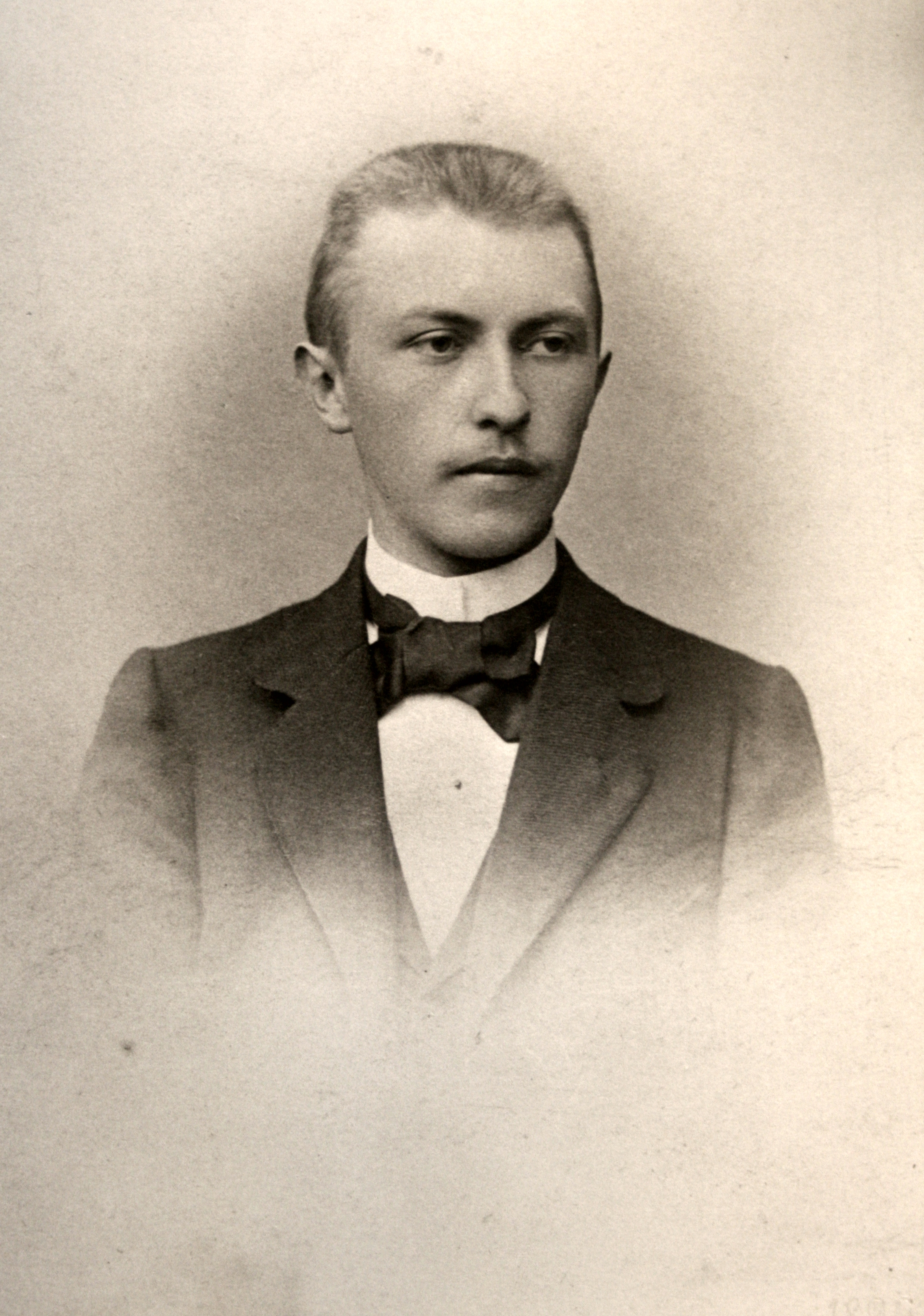
学生時代のアデナウアー（1896年）

1876年1月5日、ケルンにて5人兄妹の三男(三子)として出生。アデナウアーの父方の祖父はパン屋であった。アデナウアーの父親の名前はヨハン・コンラート・アデナウアーであり、父・コンラートは小学校卒業後、公務員になるべくプロイセン陸軍に入隊。そして、普墺戦争に従軍し、ケーニッヒグレーツの戦いで重傷を負ったものの、この時の活躍が認められ、勲章を授与されたことがある。結局父・コンラートは小学校卒業という最終学歴にハンディがありながら、プロイセン陸軍で中尉まで昇進した。そして、父・コンラートは軍を退役後、裁判所の書記に転じて、ケルン市の銀行員の娘・ヘレーナと結婚し、二人の間には4人の子供が生まれ、アデナウアーは三男（三子）として出生する。父・コンラートは、敬虔なカトリック教徒で、アデナウアーも父親の影響を受けてカトリックを信仰していた。アデナウアーの生家は安定した生活ではあったものの、父・コンラートは下級役人であったため家計は苦しかった。アデナウアーの生家は3階建ての借家であったが、3階部分と2階の半分を転貸していたくらいであった。そのせいで、居住スペースは狭く、アデナウアーは17歳までベッド一つで兄と就寝していた。

### 大学進学と法曹の世界へ
1885年春、アデナウアーはケルンのギムナジウムに入学する。ギムナジウムはカトリック系でラテン語とギリシャ語教育に重点を置いていた。ギムナジウムでは、首席というわけではなかったが、常に6番以内の成績を維持していた。アデナウアーは1894年春に、ギムナジウムを卒業し、大学進学を志望するも、アデナウアーの兄二人がすでに大学進学しており、アデナウアーを進学させる経済的余裕はアデナウアーの生家にはなかった。アデナウアーは、一旦ケルン市内の銀行に就職するも、後にこの銀行員生活を振り返って「いやな職業につくということがどんなものか、身に染みてわかった。」と述べている。また、この当時、銀行員で出世するためには大卒程度の学歴が必要であったため、アデナウアーは失意に暮れる。銀行員の仕事に嫌気がさしているのを見かねた父・コンラートは、アデナウアーを大学へ進学させるために、奨学金の申請をした。その結果、アデナウアーは奨学金を得ることができ、わずか2週間で銀行を退職し、大学へ進学する。
1894年春、アデナウアーは、フライブルク大学法学部に入学し、その後ミュンヘン大学を経て、ボン大学で学んだ。大学時代のアデナウアーは、カトリック系の学生団体に入会していたものの、奨学金で進学していたことや生家が貧しかったこともあり、質素倹約に務め、飲酒喫煙もせず、交友関係も少なかった。
アデナウアーは、大学在学時の1897年5月22日に第一国家試験を突破し、司法官試補見習（無報酬の見習い弁護士）になる。1901年10月19日には第二次国家試験に合格し、司法官試補になったものの、この時の成績は芳しくなかった。当時の法曹界は、国家試験の成績が良い者から弁護士になっていくシステムだったため、アデナウアーはこの時は弁護士にはなることができず、不本意ながら、ケルンの検察庁に奉職する。しかし、アデナウアーにとっては検察庁の仕事は面白くなかったようで、まもなく仕事に飽きてしまい、2年間の奉職後に退職する。

### ケルン市助役と市長就任

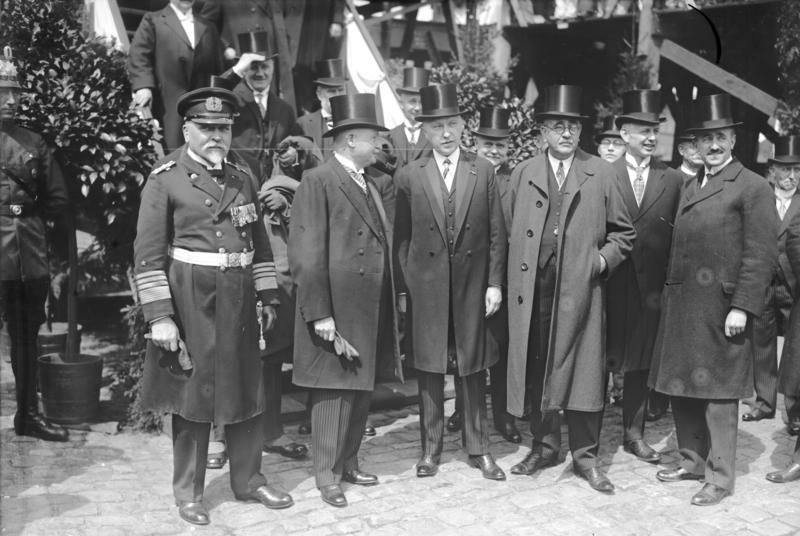
ケルン市長時代（左から3人目）

検察庁を退職したアデナウアーは、ケルン市内のカウゼン弁護士事務所に就職する。同弁護士事務所所長のカウゼンは、ケルン市内では民事弁護士として有名で、同市のカトリック中央党議員団長も務めていた。1906年、ケルン市の助役に欠員が出たため、アデナウアーは、カウゼンに頼み込み、助役に推薦してもらい、同年3月7日、アデナウアーは投票によって37票中35票の賛成票を得て、序列10番目の助役に選任され、税務を担当することになる。父・コンラートは、アデナウアーが助役に選任された3日後に死去している。
アデナウアーはテニスクラブで出会ったケルンの名家の娘、エマと1904年1月に結婚する。エマの父方の祖父は建築家で美術館も経営しており、600点以上の名画を所有していた。エマとの間には、3人の子供に恵まれるが(1906年長男、1910年次男、1912年長女)、長男出産時、難産であったため、エマは脊髄が湾曲し、腎不全になってしまい健康状態がすぐれず、1916年10月に死去する。
1907年アデナウアーの妻・エマの叔父マックス・ヴァルラフが市長に就任し、アデナウアーは、1909年7月22日ケルン市の副市長並びに首席助役に就任する。ヴァルラフは公務でベルリン市へ出張することが多く、アデナウアーが事実上のケルン市市長を務めていた。
1914年第一次世界大戦が勃発する。戦争勃発当時、戦争はクリスマスで終戦するだろうと考えていた民衆が大多数であったが、アデナウアーは戦争の長期化を予想し、食糧問題を担当する。アデナウアーは、ケルン市周辺の農家と契約を結び、食糧を市へと引き渡すことを確約させ、その見返りに、ケルン市は、肥料を農家に供給することを確約するといった施策を実施した。また、アデナウアーは市有地の大半の耕作を農家に委託するなど、ドイツ国内では比較的ケルン市の食糧を充実させることに成功した。
首席助役として成果を上げたアデナウアーは、1917年9月18日ケルン市市議会で賛成50票、反対0票、棄権2票で市長に選出され、11月29日、ケルン市市長に就任する。第一次世界大戦終戦間際の1918年11月、キールで水兵の反乱がおき、ケルン市内でも労兵レーテが市の権力を掌握し、市長であったアデナウアーは対応に追われる。アデナウアーは反乱軍と粘り強く交渉し、市内の秩序回復と市民への食糧の公正配分を行い、反乱軍をうまく懐柔することに成功した。そして、第一次世界大戦終戦後、ケルン市にイギリス軍が進駐してくる。アデナウアーはイギリス軍により発表された、「ドイツ人男性はイギリス軍士官に対しては帽子をとって挨拶せよ」という指令には反対するなどしたが、この期間は概ねイギリス軍とうまく付き合っていた。
第一次世界大戦終戦直後、この時点ではヴェルサイユ条約が未締結であり、ドイツの国家政体がどうなるかが不透明であったため、ラインラントの処遇が盛んに議論された。ラインラントの処遇を巡ってはいくつかの方向性があるが、アデナウアーは、ラインラントをドイツの一つの州にすることを検討しており、ラインラントのプロイセン分離を支持し、ドイツからの分離は支持していなかった。1918年11月22日、アデナウアーを議長とするラインラントの処遇を議論する委員会を発足させ、アデナウアーはラインラントをドイツから独立させるのではなく、ドイツ国内に西ドイツ共和国を成立させるという構想を打ち出した。しかし、ヴェルサイユ条約には、アデナウアーの構想は盛り込まれず、ラインラント地方を中立化することで一旦妥協した。1923年、フランスはドイツからの賠償金が滞っているのを理由として、ルール地方を占領する。
フランスはラインラントの分離・独立の実現を図り、ラインラントの分離主義者を支援し始め、解体しようとした。アデナウアーは、ラインラント州を成立させて、フランスを懐柔することで和解を図り、ドイツとフランスの経済的結合を主張した。戦争遂行に必要な重工業については、ベルギーやオランダとも統合して、戦争を不可能にするという構想が、アデナウアーには既にあった。ただ、周囲からの理解は得られず、構想だけで終わった。
アデナウアーは、1919年9月25日に再婚する。結婚相手は、隣家の娘で18歳または19歳年下のアウグステ(グッシー)であった。アウグステとの間には、4人の子供に恵まれる（正確には5人出産したが、1人は生後間も無く死亡している）。
アデナウアーはケルン市の市長として、精力的に活動したがその手腕や手法はかなり強引なものであった。ケルン市は要塞都市で城壁があったが、第一次世界大戦終戦後、城壁はイギリス占領軍によって取り壊されてしまった。アデナウアーはこの跡地に利権者との調整のために、法律を制定して、緑地化する権利を獲得し、緑地帯を建設させた。また、ライン川に橋を建設する際に、アデナウアーは建設費用の安いブリッジ型の橋よりも、見栄えが良いが高コストな吊り橋の建設を、半ば強引に市議会の同意を取り付けて建設させた。
そのほか、アデナウアーは様々な公共工事を行なった。ナチスドイツのアウトバーン建設に先駆けて、ボンとケルン間に高速道路を建設し、運河の拡充や空港・港の建設、現在の1.FCケルンのホームスタジアムとなるミュンガースドルファー・シュタディオンや展示会場の建設など公共工事をふんだんに行ったため、ケルン市の資金運用はかなり放漫であった。アデナウアーは市議会からは、ドイツで一番金を使う市長だと揶揄された。また、アデナウアーは学問にも力を入れ、ケルン大学を再建させた。
アデナウアーは、ケルン市の市長であったが、プロイセンの第二院である国家評議会にも所属していた。国家評議会には1921年5月から1933年まで所属しており、ナチスドイツが政権を掌握するまでに、2度の首相就任の打診があった。一度目は1921年のことで、組閣面がアデナウアーの意に沿わなかったことから辞退。二度目は1926年のことで、大連立政権を樹立する想定であったが、過渡期の一時しのぎの首相就任であったため、これも辞退した。そのほか、グスタフ・シュトレーゼマンとの不和や妨害工作があったことや、ケルン市市長のほうが権勢を振るうことができたというのも首相就任を断った原因として挙げられている。

### ナチス・ドイツ時代
1933年1月、アドルフ・ヒトラーが首相となる。ヒトラーは1933年2月17日、ケルン市を訪問するが、アデナウアーは、ヒトラーは3月の選挙運動の一環として来たのであって、国家元首として来たのではないとして、ヒトラーを出迎えなかった。また、アデナウアーはライン川の橋に架けられていたナチス党の鉤十字の旗の撤去を命じるなど、ナチス党の反感を買う。ナチス党は反アデナウアーを扇動した。アデナウアーはケルン市長として、市議会で自身の意見をかなり強引に通し、多額の税金を公共事業に使用しており、その当時としては多額の報酬を得ていたことから、市民の反感を買っていた。現に1929年12月の市長選挙では、96票中49票の過半数に一票差で市長に再選されていた。当時ナチス党が優勢であったため、市民はナチス党からの報復を恐れ、アデナウアーの周辺から人が離れていった。同年3月5日の選挙は、ナチス党の勝利に終わり、ケルン市の市議会もナチス党が議席の大半を占め、アデナウアーは窮地に立たされ、報復を警戒したアデナウアーは3月13日、ベルリンへと出立し、ヘルマン・ゲーリングにナチス党に反抗する気はない旨を伝えようとしたが、効果は上げられなかった。そして、アデナウアーは1933年4月4日、ケルン市長を罷免される。
ケルン市長を罷免されたアデナウアーは、年金の受給資格を失い、銀行口座が凍結されるなどの不遇を受けた。市長を罷免された直後のアデナウアーは、暗殺や逮捕を警戒し、家族と離れ離れになり、修道院に身を寄せるなどしていた。また、ユダヤ人の友人に1万マルクを融通してもらうなどして、露命を繋いだ。1934年にベルリン近郊に居住するが、同年6月30日長いナイフの夜が発生し、アデナウアーは逮捕される。アデナウアーは、エルンスト・レームとは無関係である旨を供述すると、数日後に釈放された。1934年8月には、ヴィルヘルム・フリック内相に、自身が反ナチスでないことと、ケルン市長を罷免されたのは不当であることを訴える手紙を送った。これが功を奏し、1936年春には年金受給資格の一部が回復され、月1000マルクが支給されることになった。アデナウアーはレーンドルフに家族と共に隠棲し、バラづくりなど庭いじりや趣味の発明に勤しんだ。
隠棲時のアデナウアーは、第二次世界大戦終戦まで平穏無事であったわけではなく、1943年にはカール・ゲルデラーからヒトラー暗殺計画参加の打診を受けたが、断った。アデナウアーが、反ヒトラー運動に参加しなかった理由は複数あり、以下がその理由とみられている。
1. 旧プロイセン軍人が主として反ヒトラー運動に加担しており、仮にヒトラー暗殺が成功して政権を掌握できたとしても、軍事独裁になる可能性があり、アデナウアーがそれを嫌ったため[92]。
2. ドイツの敗戦は最早不可避であり、完全敗北しなければ、ドイツの真の民主主義が実現できないと考えたため[92]。
3. アデナウアー自身が、ナチス党の監視下にあるため、秘密裏にヒトラー暗殺の計画と実行は不可能であり、アデナウアーが家族を巻き添えにするのを嫌がったため[92]。

1944年7月20日、ヒトラー暗殺は失敗に終わり、関与を疑われたアデナウアーは1944年8月23日に逮捕される。皮肉なことにアデナウアーは、自身がケルン市長時代に建築させた展示会場（収容所として使われた）に収容される。アデナウアーと同房の囚人が、強制収容所行きの名簿リストにアデナウアーの名前があることを発見し、アデナウアーは囚人の医師と共謀し、仮病を使って病院に入院することができた。この時点で、アメリカ軍がアーヘンにまで到達しており、アーヘンから至近にあるケルンも解放間近と思われたが、ナチス政権は、撤退時に政敵を殺害するなどしていたため、アデナウアーは妻や反ナチスの空軍少佐の助けを得て病院から脱走し、隠れ家に移り住む。しかし、ゲシュタポがアデナウアーの妻・アウグステを拷問してアデナウアーの居場所を聞き出し、アデナウアーは再び逮捕された。アウグステはこの時壊血病を患ってしまい、入退院や転院を繰り返し、1948年3月3日に死去した。
アデナウアーが逮捕されたという電報を受け取った息子・マックスは、当時国防軍中尉として勤務しており、彼はベルリンのゲシュタポ本部へと赴き、アデナウアーがヒトラー暗殺とは無関係である旨を伝えアデナウアーは1944年11月釈放される。
1945年3月、ケルンに進駐したアメリカ軍は、アデナウアーの自宅を訪問。ケルン市長就任を打診するが、アデナウアーは終戦になるまで市長就任は極秘にしてほしいと要望し、市長職を再び引き受けた。

### 終戦と西ドイツ建国まで
戦災で廃墟と化したケルンの復興にいそしむアデナウアーであったが、ケルン市の占領をイギリス軍が引き継ぎ、イギリス軍は1945年10月6日アデナウアーを市長から解任した。イギリス軍がアデナウアーを解任した理由はいくつかあり、下記のとおりである。
1. アデナウアー市長の下、ケルン市の復興が全く進んでおらず、アデナウアーの指導力に疑念があったため (実際にはケルン市は想定以上に廃墟と化していた) [71][113]。
2. イギリス軍占領当局がアデナウアーの年齢(当時70歳)を聞いて、復興に当たっては年寄りではだめだと判断したため[119]。
3. イギリス本国では労働党が与党になり、SPDと良好な関係を築くために、カトリック中央党に所属していたアデナウアーを疎んじたため[113][114][111][116][120][117][118][121]。
4. 冬が近づき、燃料（木材）が必要になり、ケルン市にある緑地帯の伐採をイギリス軍が命じたものの、アデナウアーは拒否し、アデナウアーはルール地方の石炭を占領軍にではなく、一般市民に流通するようにすればよいと反抗したため[111] [118][122][116][71]。

ケルンでは終戦直後より、旧プロイセン議員を中心としてカトリックとプロテスタント両宗派が連携したキリスト教民主主義の政党の設立が模索されていた。アデナウアーは市長解任後、この新たな政党の政治活動に身を乗り出し、キリスト教民主主義運動は、全国的に広まり、1945年12月に全国集会が行われ、ドイツキリスト教民主同盟(CDU)が誕生する。1946年1月、CDUイギリス占領地区委員会が開催され、ラインラント州代表のアデナウアーは、自分が最年長であるという理由で委員会の議長に就任した。
1946年10月、イギリスは、ルール地方の重工業(石炭と鉄鋼)を国有化する案を公表した。イギリスはドイツの軍国主義復活を恐れ、それを防ぐにはドイツ国内の民主化が必要であると考えたためである。そのためには基幹産業の民主化、つまりルール地方の重工業の国有化が提唱された。これをうけてアデナウアーは、CDUの党綱領を作成することにした。新しい党綱領はアーレン綱領と呼ばれ、1947年2月に策定され、前半部分が労働者側の権利を尊重し、反資本主義の色が強いもので、後半は個人の自由が強調されるという、相互に矛盾しあう内容になってしまった。ただ、全体を通してみるとキリスト教社会主義の色彩が強い内容になっており、鉄鋼業の社会化、金融業などの統制強化が謳われ、労働者の経営参加や、経済管理の必要性が強調されていた。
アーレン綱領制定を受けて、中小企業経営者や農民はCDUを支持し、1947年4月のノルトライン＝ヴェストファーレン州での選挙結果は、CDU(得票率42.6%)がSPD(同29.6%)を抑えて第一党に立った。州議会選挙では第一党に立ったCDUであったが、単独過半数には至らず、CDUとSPDと中央党、共産党(KPD)による大連立政権となった。1947年6月、フランクフルト・アム・マインに経済評議会が設置される。名前こそ経済を冠していたが、その実態は各州の議会から合計50人の議員からなる議院を構成し、経済領域に限って、米英の占領地区における立法機関となっていた。この評議会でもSPDは単独過半数を占めることができず、野党に回る。ここでCDUはCSUや自由民主党 (FDP)などと連立することになり、これが後のアデナウアー政権にも引き継がれた。
1948年8月、アデナウアーはイギリス占領地区のCDU党大会へ通貨改革で成果を出していたルートヴィヒ・エアハルトを招待し、経済政策に関する基調演説を依頼した。エアハルトは基調演説で、市場経済の政治的意義を強調し、党大会は成功をおさめ、アデナウアーのイギリス占領地区CDUは、自由化政策支持の方針を決定した。
第二次世界大戦終戦後、ドイツは、アメリカ・イギリス・フランス・ソ連によって占領されたが、西側3か国（米英仏）とソ連が対立し、ドイツは東西に分割される。
1948年9月1日、西ドイツ建国のため憲法制定会議が開催され、西ドイツ11州の州議会から65名の代表が参加し、その中にはアデナウアーもいた。アデナウアーは憲法制定会議でも議長を務めた。アデナウアーはヴァイマル共和国時代からの政治家としての経験があったため、議長をつとめるのは必然ともいえたが、CDUと対立するSPD側は、当初、憲法制定会議の議長は名誉職のようなものであると考えており、年齢もあって首相にはなりえないだろうと考えていた。
憲法制定にあたって、アデナウアーは西側連合国（米英仏、以下同じ）との調整を首尾よく行い、占領軍との特権的対話者と評される。1949年2月に憲法草案を西側連合国に提出するも差し戻され、1949年4月には、西側連合国は西ドイツ政府が成立した場合、西ドイツの連合軍政府は廃止され、高等弁務官が設置されることが通達され、憲法制定を急ぐようにとの督促があった。憲法制定は、会議に参加した議員はヴァイマル共和国時代からの老齢な議員が多かったために、遅々として議論が進まなかったが、憲法は1949年5月8日に賛成53票反対12票で、賛成多数で成立し、5月23日に発効される。憲法制定と前後するが、5月10日にボンを首都とすることが決められた。西ドイツの首都の候補には、SPDが支持するフランクフルトか、CDUが支持するボンが有力であった。CDU（アデナウアー）がボンを支持したのは、フランクフルトであれば、西側連合国が同地を管理しており、そこを首都にすると西ドイツが西側連合国の傀儡国になってしまうことを危惧したのが表向きの理由であり、実際のところは、ボンがアデナウアーの選挙区に含まれていたからとする説がある。

### 首相就任へ
1949年8月に第一回連邦議会選挙が行われるにあたり、アデナウアーはCDUの党綱領を見直すことにした。アデナウアーは、党内からアーレン綱領をどうするつもりか？と批判を受けたが、アデナウアーは綱領というのは永久のものではないと回答した。また、アーレン綱領は社会福祉政策に関する綱領であって、経済政策にも綱領が必要であるとした。こうして、デュッセルドルフ綱領が制定された。デュッセルドルフ綱領は、社会的市場経済を重視する。社会的市場経済はエアハルトが提唱したもので、これは自由主義的な市場経済を原則とするが、一方で私的独占に対する統制の重要性を認めるものである。そして社会政策の必要性が強調されている。アデナウアーは、デュッセルドルフ綱領に対するCDU党内の反対者に対して、デュッセルドルフ綱領はアーレン綱領の延長線上にあるものであり、新たな経済路線を説いたものであると説得した。
第一回連邦議会選挙の事前予想ではSPDが有利とされており、SPDはイギリス労働党政権を参考とした計画経済と基幹産業の国有化を提唱し、一方のCDUはデュッセルドルフ綱領による社会的市場経済を重視していた。選挙結果は、CDU/CSUが31%の得票率を獲得し、SPDは29%、FDPは12%で、CDU/CSUの勝利に終わる。
1949年8月21日、アデナウアーは組閣に当たり、CDU/CSU党内で会談の場を設けた。議題はCDU/CSUがSPDと連立するのか、それともFDPとDPの小党と連立するのかを議論するためであった。SPDは経済相のポストが与えられるならば、CDU/CSUの連立に前向きであった。しかし、アデナウアーは、SPDの東西ドイツ統一の外交政策を危険視し、また有権者は社会的市場経済を支持したため、SPDとは連立しないことを告げた。アデナウアーは自身を首相に推薦し、テオドール・ホイスを西ドイツ連邦大統領に推薦した。もっともこの時、ホイスは会議の場所にはおらず、新聞で大統領に推薦されたことを知った。
1949年9月15日、アデナウアーは、首相選挙に出馬し、402票中賛成202票、反対142票、棄権44票で、過半数が202票であり、自分が投じた一票の僅差で首相に選ばれた。

### 第一次から第二次にかけてのアデナウアー政権時代の政策

#### ペータースベルク協定
アデナウアーが首相就任する前後には、西ドイツでは西側連合国によってデモンタージュが推進されていた。アデナウアーは西ドイツの主権回復のため、1949年11月、ペータースベルクでアメリカ・イギリス・フランスの西側連合国の高等弁務官と協議を行い、11月15日に、協議内容を議会で発表した。協議内容は、西側連合国はドイツからの撤退に前向きであるが、西ドイツはルール管理機構、連合国安全保障委員会、欧州会議、これらへの加入と再軍備を控えることが求められた。これにより、ドイツが二度と戦争ができない状態になる。SPDはこの提案に反発したが、アデナウアーは、これらの要求を受け入れない限りは、西側連合国のドイツ撤退はあり得ないと主張し、むしろ一切の譲歩を認めようとしない野党の姿勢を批判した。
ペータースベルク協定は11月22日、合意に達し、これによりアデナウアーは、18の工場をデモンタージュから外すことに成功した。除外対象となった工場は鉄鋼所が7か所、化学工場が11か所であった。造船も緩和され、時速12ノットまでの船舶であれば、無制限の建造が許可され、ハンブルクとブレーメンの造船業が再開する。11月25日、アデナウアーは連邦議会にて、ペータースベルク協定締結に至った経緯や動機を説明した。アデナウアーはペータースベルク協定によって、西ドイツが公的な場で初めて平等な交渉権を行使できたと述べたが、SPDは不信任決議の動議を提出した。SPDの不信任決議を提出した理由は、ペータースベルク協定で定められているルール管理機構への加入は、基本法で定められた連邦首相の権利を逸脱しているとしたためである。アデナウアーは、この不信任決議に対しては、ルール管理機構は、ロンドン協定締結時点で存在していたものであり、既に義務として存在しているものあり、むしろルール管理機構の一員として、中から変革するほうが得策であると訴えた。また、ペータースベルク協定締結により、デモンタージュを回避できたと主張した。SPDによる、不信任決議は否決された。
この議場で、SPDの党首クルト・シューマッハーが、アデナウアーを「連合国の首相！」と批判し、連邦議会議長がシューマッハーの暴言を注意し、議事規則を侮辱したかどで、シューマッハーの20日間の議場出席停止を命じた。
1951年3月には占領規約が改正され、外交権を回復し、外務省が再建されアデナウアーが外務大臣に就任し、1955年まで外務大臣を務めた。

#### 再軍備へ
再軍備が禁止された西ドイツであったが、1950年6月に朝鮮戦争が勃発する。朝鮮戦争によりアメリカは朝鮮半島に軍事力を傾注することでヨーロッパが手薄になる可能性があった。その年の8月29日、アデナウアーは、閣議に掛けることなく、アメリカ高等弁務官・ジョン・J・マクロイに、西ドイツの安全保障に関する覚書を提出する。覚書では「ドイツ国民があらゆる種類の犠牲を払わなければならないのならば、他の全ての西欧諸国民と同じように自由への道が開かなければならない」と述べた。内務大臣のグスタフ・ハイネマンは再軍備に反対であり、彼は重要な外交政策を独断で決定しているとアデナウアーを非難した。また警察については内務省管轄であったため、ハイネマンは抗議の意を込めて内相を辞職する。
アデナウアーは、1950年10月に、テオドール・ブランクを長とするブランク局を設置し、再軍備準備組織を首相府に設置した
。また、アデナウアーは西欧の防衛に貢献すれば、西欧諸国と対等な地位に就くことができると考えていた。1950年9月、アメリカ、イギリス、フランス三か国外相会談で、アメリカが西ドイツの再軍備を認可する方針を打ち出したが、フランスとしては、西ドイツに国軍を設立するのではなく、国家を超越した欧州軍のみを受け入れるつもりであった。1950年10月、フランス首相ルネ・プレヴァンが、プレヴァン・プランを発表する。これは、欧州軍を創設し、欧州の集団防衛を提唱したもので、そこから発展し欧州防衛共同体(EDC)構想が提案される。アデナウアーは、西ドイツの国軍と参謀本部設置が認められていない点は不満はあったものの、プレヴァン・プランには大筋で賛成した。
アデナウアーは、1954年2月26日、再軍備を認める欧州防衛共同体条約発効を見越して、兵役義務と防衛の基本法改正を行った。これによって徴兵制による再軍備の明確な基礎ができた。しかし、欧州防衛共同体は1954年8月にフランスで否決され、水泡に帰してしまった。西ドイツ主権回復が遠のいて、窮地に立たされたアデナウアーであったが、イギリス外務大臣アンソニー・イーデンが1948年に締結されたブリュッセル条約を拡大して、西ドイツとイタリアを加えて、西欧同盟に発展させる構想を打ち出した。そして、西ドイツの再軍備とNATO加盟を実現するという代案を提供し、西ドイツは、この提案に乗り、1955年5月5日、パリ協定が締結され、西ドイツは主権を回復した。1955年5月9日には、西ドイツNATO加盟が実現し、同年11月12日西ドイツ連邦軍が発足し、再軍備が完了した。

#### イスラエルへの補償
1951年3月、イスラエルは戦勝国（アメリカ、イギリス、フランス、ソ連）に覚書を送付する。内容は、ナチスドイツ時代のユダヤ人迫害によって受けた人命や財産の被害や、耐乏生活について述べ、そして、その被害に対する補償を要求する。要求が認められないのであれば、ドイツ再建を許すべきではないという内容であった。覚書で、イスラエルが求める補償は、西ドイツから10億ドル(当時のレートで42億マルク)、東ドイツからは5億ドルの補償を要求する旨が記載されていた。東ドイツは、ドイツの継承国でないとして、無回答であった。アデナウアーにはこの覚書は送付されていなかったが、外相を務めていたこともあり、覚書の情報はすぐに伝わった。
アデナウアーは、ロンドンに駐在していた秘書に世界ユダヤ人会議議長ナハム・ゴールドマンとの接触を命じ、イスラエルとの仲介を依頼し、補償の範囲や程度を確認させた。その結果、西ドイツ政府は、ナチスドイツ時代のユダヤ人政策の責任を認め、物質的損害の補償の確約を求められた。アデナウアーは1951年9月27日の声明で「ドイツ民族の名においてなされた言語を絶する犯罪」を認め、補償に応じる用意があるとした
1951年12月6日、アデナウアーは閣議を無視してゴールドマンと対談し、ユダヤ人への賠償問題は道徳上の義務であり、西ドイツ連邦政府は物資などを供給し、イスラエル国家建設に寄与することを明言した。補償金は10億ドル（42億マルク）をスタートとして交渉が始まる。
西ドイツとイスラエルの交渉が始まる前の1952年3月、西ドイツの交渉への抗議の一環として、アデナウアーの暗殺未遂が起きるなど(アデナウアー暗殺未遂)、西ドイツとイスラエルの交渉は難航が予想された。
西ドイツとイスラエルの交渉は、1952年3月から始まり、西ドイツは、30億マルクの補償を提示するが、政府内では、補償が高いとして反対があり、国内世論も補償自体は支持するが高いという声があった。また、当時西ドイツは外国への通貨支払いが厳しく制限されていたこと、そして対外債務も莫大な金額を抱えていたため、なかなか支持が得られなかった。しかし、1952年9月10日、ルクセンブルク補償協定を締結し、西ドイツはフランツ・ベームが交渉に当たり、12年から14年かけて30億マルク相当の物資を、年間で最低2億5000万マルクの条件で、イスラエルに供与し、現金4億5000万マルクをイスラエル外のユダヤ人対ドイツ物的請求会議に支払うことで妥結し、1966年までにこれらの補償は完了した。
ルクセンブルク補償協定は、1953年3月18日に連邦議会で批准されたものの、賛成票239票のうち125票はSPDが投じたものであった。補償協定の附属議定書には、西ドイツにおいての補償法制定が求められていた。そのため、アデナウアー政権は1953年10月1日に、連邦補充法を制定し、1956年6月29日に連邦補償法を制定した。この法律はナチスドイツ体制により、政治的敵対・宗教・人種・世界観を理由に迫害された者を対象としたものであるが、適用範囲は西ドイツが外交関係を持つ国に限られたために、国交がない東欧諸国に対しては個別に一括支払協定を締結した。ただ、その時点での連邦補償法の適用範囲は1952年末時点で西ドイツに居住しているか、1937年末時点でドイツに居住にしていたことが条件とされた。

#### スターリンノート
1952年3月10日、スターリンより、ドイツ再統一と中立化に関する提案がなされる（スターリン・ノート）。スターリンノートは、1952年3月を1回目として、その後、1952年4月の二回目、同年5月の三回目、そして、9月の合計四回の覚書が発行された。スターリンノートの内容は、ドイツに軍の創設を認め、再統一を行ない、ドイツは中立化され、外国の軍隊はドイツから撤収することになっていた。そして、ドイツには民主主義的権利として、自由選挙や信仰、政治活動などこれらの自由を認めるというものであった。このスターリンノートの狙いは、当時交渉中であった、欧州防衛共同体条約の遅延や妨害を狙ったものとされる。
アデナウアーは、このスターリンノートを受け入れた場合、ドイツには最低限の軍事力しかなく、中立化によってアメリカ軍が撤退してしまい、ヨーロッパでは、ソ連の強大な軍事力が幅を利かせることになるだろうと考えた。また、アデナウアーはソ連がドイツの自由選挙に応じるとは思えないとして、スターリンノートを拒絶した。アデナウアーは、西側連合国に対して、西ドイツを無視して、スターリンノートを受け入れることがないようにと釘を刺した。ドイツ国内並びに与党内部では、スターリンノートを支持する者が多くいた。
しかし、スターリンノート拒絶は、1953年6月東ベルリンで暴動が起き、この暴動を、ソ連軍は軍隊を使って鎮圧したことから、アデナウアーの決断が正しかったことが証明された。

#### ザール地方のドイツ復帰
1946年、フランスはザールをフランス占領地区から切り離して、自治共和国としてフランスに編入し、ザールマルクという独自通貨を発行するなどしていたが、1950年には、フランスはザールの炭鉱を50年間にわたって租借することにした。アデナウアーはザール地方をドイツに返還するよう交渉した。そして、1953年10月からボンでドイツとフランスのザール問題の会談がセッティングされ、パリでザール独立化に関する協定が調印されたが、1955年10月のザール住民投票で否決され、ザールのドイツ復帰が確定する。ザールの西ドイツ編入に関する意見調整は1956年9月に行われ、アデナウアーはフランス外相ギー・モレと会談し、1957年1月1日、ザールは西ドイツに編入された。

#### 西側結合へ
アデナウアーは西側連合国に接近する西側結合を志していた。1950年5月、シューマンプランが提示される。独仏両国の石炭や鉄鋼を国際管理し、軍拡や戦争計画の立案を不可能とするものであった。1950年6月20日、西ドイツ、フランス、イタリア、ベルギー、オランダ、ルクセンブルクの6か国が交渉を行ない、1951年4月に欧州石炭鉄鋼共同体条約に調印し、1952年6月に同条約が発効した。これにより、アデナウアーにとっては西側結合を推進しやすい環境が整った。
アデナウアーはソ連を危険視しており、1951年の演説では、キリスト教の最も恐ろしい敵がソ連だと演説した。そして、フランスとドイツだけでなく、イタリア、ベルギー、オランダ、ルクセンブルク、オーストリア、北欧諸国、イギリスも政治的に結合すべきだと演説した。

#### 共産党並びに極右への対応
西ドイツでは、戦後も反共産主義の気風が蔓延しており、共産主義者は国家反逆罪という名目で何万件にも上る裁判を起こされていた。1951年11月、アデナウアー政権はドイツ共産党を違憲であると判断し、ドイツ社会主義帝国党と共に連邦憲法裁判所に、非合法化を申し立てる。アデナウアー政権が両党を違憲とした根拠は、当時のボン基本法第21条第2項である。第21条1項には、「政党は国民の政治的意志の形成に参加する。政党の創設は自由である。政党の内部組織は民主主義の諸原則に準拠しなければならない。政党はその資金源を公表しなければならない」とあり、政党の自由の原則を述べているが、一方で第21条2項には「政党の目的または党員の行動から見て、自由にして民主的な基本秩序を侵害し、または除去し、もしくはドイツ連邦共和国の存立を危うくするような政党は違憲である。違憲性の問題は、連邦憲法裁判所が決定する」としている。つまり政党の自由は無限に保証されるわけではないということを根拠としていた。
ドイツ社会主義帝国党は、1952年10月に違憲判決が下る。共産党の場合は、占領下のドイツではソ連との関係もあり、長引き、1955年7月に公判が終わり、違憲判決が下され、1956年に活動を停止した。

#### 国内政策
戦中戦後のドイツの戦災喪失総額は約2310億マルクに上った。1951年のドイツ国民の総所得は約900億マルクであり、これらの負担がありながら、被追放民への助成をどうするかがアデナウアー政権の課題であった。
アデナウアーは、1952年1月、被追放民からの手紙を受け取る。手紙には、東部ドイツ領から追放され、さらには通貨改革でわずかな現金も失ったという窮状を訴える手紙であった。このような手紙が毎日数百通送られて来たため、アデナウアー政権は戦争によって被害を受けた者への補償として、1952年8月、負担調整法を制定する。負担調整法は、戦争によって被害を受けなかった者には、全財産に50 %の課税をし、そして、戦争の被追放民や戦争によって財産の毀損を受けた者に再分配し、助成するという法律で、総調整額は1150億マルクに到達した。被追放民にドイツ国籍を付与するなど法的地位を確立させ、アデナウアーは被追放民省を設置し、制定した負担調整法で支援するなどした。また、1953年には連邦被追放民法を制定し、生活状態の改善を図った。

#### 住宅不足対策
被追放民を受け入れたことで、住宅不足が問題になり、1950年時点では、西ドイツの人口に対して、約480万戸が不足していた。そのため、1950年。住宅建設省を作り、4月に第一次住宅建設法を制定した。これは自治体などに、住宅建設の助成を行うもので、毎年40万戸から60万戸の住宅が建設された。

#### 労使共同
1951年5月、共同決定法が成立する。これは、企業の最高意思決定機関である監査役会に経営者だけでなく、経営者と労働組合の代表を同数に設定し、労働者の経営参加を認め、経済民主主義を達成するという試みの法律である。この法律は、当時イギリスでは、労働党が政権を獲得していたため称賛された。

#### 非ナチ化解除
1950年12月、アデナウアー政権とSPDは非ナチ化の追放解除を推進し、連邦議会で非ナチ化の終了を宣言し、重罪者やナチスの積極分子を除いて追放解除する。これによって、ナチス協力の廉で追放された公務員も再雇用でき、ナチス時代の犯罪を理由として、起訴される可能性があった数千人を恩赦し、公職追放された30万人以上の公務員や軍人に寛大な処置がとられた。これによって、官僚制度が維持された。また、アデナウアーは、1952年10月の議会演説で、「旧ナチス党員を暴き出すのはもうやめよう。」と演説した。

### 第二次アデナウアー政権成立
1953年9月6日の第二回連邦議会選挙はCDU/CSUが圧勝し、投票率86%の内CDU/CSUは244議席(45.2%)、SPDは151議席(28.8%)を獲得した。アデナウアーは、FDPだけでなく、DPと、故郷被追放者・権利被剥奪者連盟(BHE)も連立政権に引き込んだ。結果的に、議員数487人中336人が与党となった。CDU/CSUが大勝した原因は複数あげられるが、西ドイツは経済成長を果たした一方、東ドイツでは東ベルリン暴動が起きるなどの東西の経済格差がわかったこと、たばこ税、コーヒー税の引き下げが原因とみられている。そして、アデナウアーは首相に再選される。

#### モスクワ訪問
1955年、ソ連はアデナウアーに招待状を出した。ソ連は西ドイツに接近し、西側結合を緩める狙いと、西ドイツと国交樹立することで、東ドイツ政府承認を目論んでいた。アデナウアーは招待を受けて、1955年9月にモスクワを訪問する。モスクワを訪問したアデナウアーは、ニキータ・フルシチョフから、西ドイツのNATO加盟を非難されるが、一方のアデナウアーは、旧ドイツ軍の戦争捕虜の釈放を要求し、第一陣として約1万人の戦争捕虜と、約2万人の民間人抑留者の釈放を取り付けることに成功した。これにより西ドイツにおけるアデナウアー人気は最高潮に達した。ただ、この捕虜釈放については、元々ソ連は国交樹立のカードとして、捕虜釈放を検討していたため、アデナウアーの交渉能力が功を奏したわけではない可能性がある。ソ連とはその後、貿易協定が締結されたものの、アデナウアーはソ連とは相容れないと考えており、1959年初めの演説では、「ソ連は西ヨーロッパ進出を考えており、ゆくゆくは全ヨーロッパを傘下に置くことを考えている。そのため西側諸国はソ連に対しての警戒を怠ってはならない。」と演説している。
1956年6月28日、東ドイツと国交を結ぶ国とは断交するという外務次官のヴァルター・ハルシュタインによるハルシュタイン原則（ドクトリン）を打ち出し、1957年10月、ユーゴスラビアが東ドイツを国家承認した際には、ユーゴスラビアと断交した。
西ドイツでは原子力エネルギーの開発の要求が高まっていた。パリ協定では、西ドイツの核兵器生産を禁止していたものの、これはあくまでも西ドイツ国内での禁止であって、外国との共同開発を禁止したものではなかった。そして西ドイツ国内ではアメリカ軍が核兵器を配備していた。1957年4月、アデナウアーは、「戦術核兵器は大砲の延長であり、我々ドイツ人はその発展を止めることはできない」と言明した。アデナウアーは、西ドイツの核の軍事転用を防ぐためには、フランスのジャン・モネが提唱したユーラトムの設立が必要であると説いた。原子力の扱いについては、閣内でも意見が対立しており、原子力後進国の西ドイツがユーラトムに加盟した場合、フランスの傘下に置かれてしまうという意見があった。だが、アデナウアーはユーラトムに加盟することでヨーロッパ統合につながると主張し、反対派の意見を封じた。1957年に欧州経済共同体設立条約及びユーラトム設立条約を締結し、西ドイツは軍事・安保面では大西洋共同体に結び付けられ、経済・社会面では西欧に組み込まれた。

#### アデナウアー政権の閣僚
第二次アデナウアー政権下では、非ナチ化が進んだため、ナチスドイツ時代ナチスとかかわりのあった人物が閣僚として起用されていた。アデナウアーが重用していた人物にハンス・グロブケがおり、アデナウアーはグロブケを首相府次官に任命していたが、グロブケは1932年から1945年まで内務省の官僚を務めており、ニュルンベルク法の注釈を起草した人物として有名であった。アデナウアーは当然その過去を知っていたが、グロブケの能力を評価したため周囲の批判にかかわらず、重用していた。また、グロブケ以外にもシュレーダー内相や、テオドール・オベルレンダー難民相もナチス党員であった。

#### 第二次アデナウアー政権の国内政策
1955年イタリアとの間で労働者募集協定を締結し、ガストアルバイターと呼ばれる低賃金の外国人労働者の受け入れを行い、当初30万人程度の受け入れを行っていた。この協定はアデナウアー政権以降も引き継がれた。
1954年11月に児童手当法が成立し、18歳未満の子供が3人いる家庭には1人につき、毎月25マルクを支給することになった。そして、児童手当法成立を受けて、1956年6月、第二次住宅建設法を制定し、庭付き一戸建ての建設が促進された。
1950年代の西ドイツの経済成長率は目覚ましく、年平均8%を記録し、1955年には、11.8%の経済成長率を記録し、失業率も1%台にまで下がっていた
。現役世代は所得も増えていたが、一方で年金受給世代は不遇をかこっていた。そのため、アデナウアー政権は年金改革を試み、カトリック企業経営者連盟事務局長ヴィルフリート・シュライバーを抜擢して、年金改革案を構想する。従来の年金制度は積立方式であったが、これを現役世代の保険料から徴収し、引退世代の年金を支給する方式に変更し、1957年1月に導入された。これによって労働者年金の支給額は65%の増額、職員年金は72％の増額が達成された。これが、第3回連邦議会選挙の大勝につながった。
1957年9月、第三回連邦議会選挙が行われ、CDU/CSUは270議席を獲得し、FDPは41議席、DPは17議席を獲得した。野党のSPDは169議席であり、選挙は与党の大勝に終わった。この時の選挙のポスターでは、「あらゆるマルクス主義の道はモスクワに通じる」という選挙ポスターを掲示し、反共であるはずのSPDを非難していた。

### 第三次から第五次アデナウアー政権
第三次アデナウアー政権にもなると、アデナウアーの専横や失策が目立ち、アデナウアーの権勢が低下し始める。

#### アデナウアーの大統領立候補と取りやめ
テオドール・ホイスが連邦大統領の任期を1959年で終了するため、後任の大統領を擁立する必要があった。アデナウアーは、エアハルトを大統領候補に推薦した。エアハルトとアデナウアーは経済政策や外交政策において衝突が多く、後継首相と目されていたエアハルトを大統領にしようという狙いがあった。アデナウアーは、党内から露骨なやり方であるとして反発を受け、エアハルトも大統領推薦を拒否した。そうすると今度はアデナウアーが大統領への立候補を試み、首相にはフランツ・エッツェルを推薦する。エッツェルはこれという政治的野心や政治的立場も無く、アデナウアーはエッツェルを首相に祭り上げて、連邦大統領に首相と同等の職責を求めた。基本法を無視したこの行動は世間から顰蹙を買う。結局アデナウアーは大統領出馬を取りやめ、ハインリヒ・リュプケを大統領候補に指名し、投票の結果リュプケが大統領になった。この一連のアデナウアーの専横的な振る舞いにより自身の威信を低下させることとなった。

#### 元ナチス党員の閣僚辞任
テオドール・オベルレンダー難民相は、ナチス・ドイツ時代はアプヴェーア出身で、東部問題を担当していた。オベルレンダーはナチス党員であることを認めたが、親ナチスとは言えず、反ヒトラー派のヴィルヘルム・カナリスの下にいた。終戦直前にイギリス軍の捕虜となったが、1946年には釈放。非ナチ化裁判では、東欧におけるナチスの政策を批判したために1943年に罷免されていた経歴があったことが証言された。ここまでは第二次アデナウアー政権時代にわかっていたことであったが、1941年6月末にウクライナのリヴィウにいたことがわかり、運命が暗転する。同地は、アインザッツグルッペンの活動地域であったため虐殺に関与していた疑惑がもたれ、オベルレンダーは、1960年4月、辞職した。

#### 訪日
アデナウアーは、1960年3月25日から4月1日まで、日本に滞在していた。アデナウアーは岸信介と吉田茂と対面し、昭和天皇にも謁見した。吉田茂と対談したときには、アデナウアーがおどけたやり取りが残されている。

吉田「自分は投獄された経験がある。」
アデナウアー「何回ですか？」　
吉田は「もちろん、たった1回です。私は悪人ではないから。」
アデナウアー「では、二回も入った私は悪人ですな。」

#### ベルリンの壁建設時の対応
第三次政権も任期が終わりに近づき、選挙運動をしている最中、東ベルリンで大事件が起きる。ベルリンの壁建設である。ベルリンの壁建設時、アデナウアーは側近の進言にも関わらず、ベルリンに行かずに選挙活動に勤しみ、西ベルリン市長のヴィリー・ブラントの出自を嘲笑していた。また、アデナウアーは「ベルリンの問題は、NATOが事態を解消に向けて行動するだろう」と発言し、楽観的に構えていた。一方のヴィリー・ブラントは西ベルリン市長として、ベルリンの壁構築について、東ドイツへ抗議をするなど積極的に活動した。結局、アデナウアーがベルリンに来たのは、壁が構築された9日後の8月22日のことであった。この結果、アデナウアーを不支持に転じたものが数多くいた。
第四回連邦議会選挙はCDU/CSUが後退した。CDU/CSUの議席は281議席から242議席になり、SPDは169議席から190議席へと躍進し、FPDは43議席から67議席となった。

### 首相退任へ

#### シュピーゲル事件
1962年10月8日、シュピーゲル誌(1962年10月10日号)が、NATO機動演習(ファレックス62)の内容を詳細に報道し、東からの攻撃に対して、ドイツ連邦軍による防衛体制に大きな欠陥があることを批判する記事を掲載した。国防相のフランツ・ヨーゼフ・シュトラウス(CSU党首)は、これを軍事機密漏洩と判断し、シュピーゲル誌社長のルドルフ・アウグシュタインはじめ十数名の記者を逮捕させた。シュピーゲル誌は、証拠物件と目された文書や写真を押収され、編集局は数週間にわたり官憲によって占拠され、編集業務が一切できなくなった。アウグシュタインは、104日間にわたって拘留された。
シュピーゲル誌の社長アウグシュタインは、「法治国家における基本的原則に違反するものである」と主張した。また、逮捕に至った報道内容、ファレックス62に関する記事は、従来公表されていた資料を基に掲載された記事で軍事機密漏洩などではなかった。連立与党を組んでいたFDPは閣僚5人が抗議の意味で辞職し、連立与党復帰の条件としてシュトラウスを国防相から辞任させることを要求した。こうして、シュトラウスは国防相を辞任した。そして、アデナウアーは翌年1963年秋の議会終了後に首相退任を約束させられている。

#### テレビ局設立構想
アデナウアーは政府傘下で、テレビ局を設立しようとしたが、ドイツ連邦憲法裁判所は、テレビは州レベルの管轄事項であると判断し、テレビ局設立は失敗した。

#### ドゴールとの関係構築

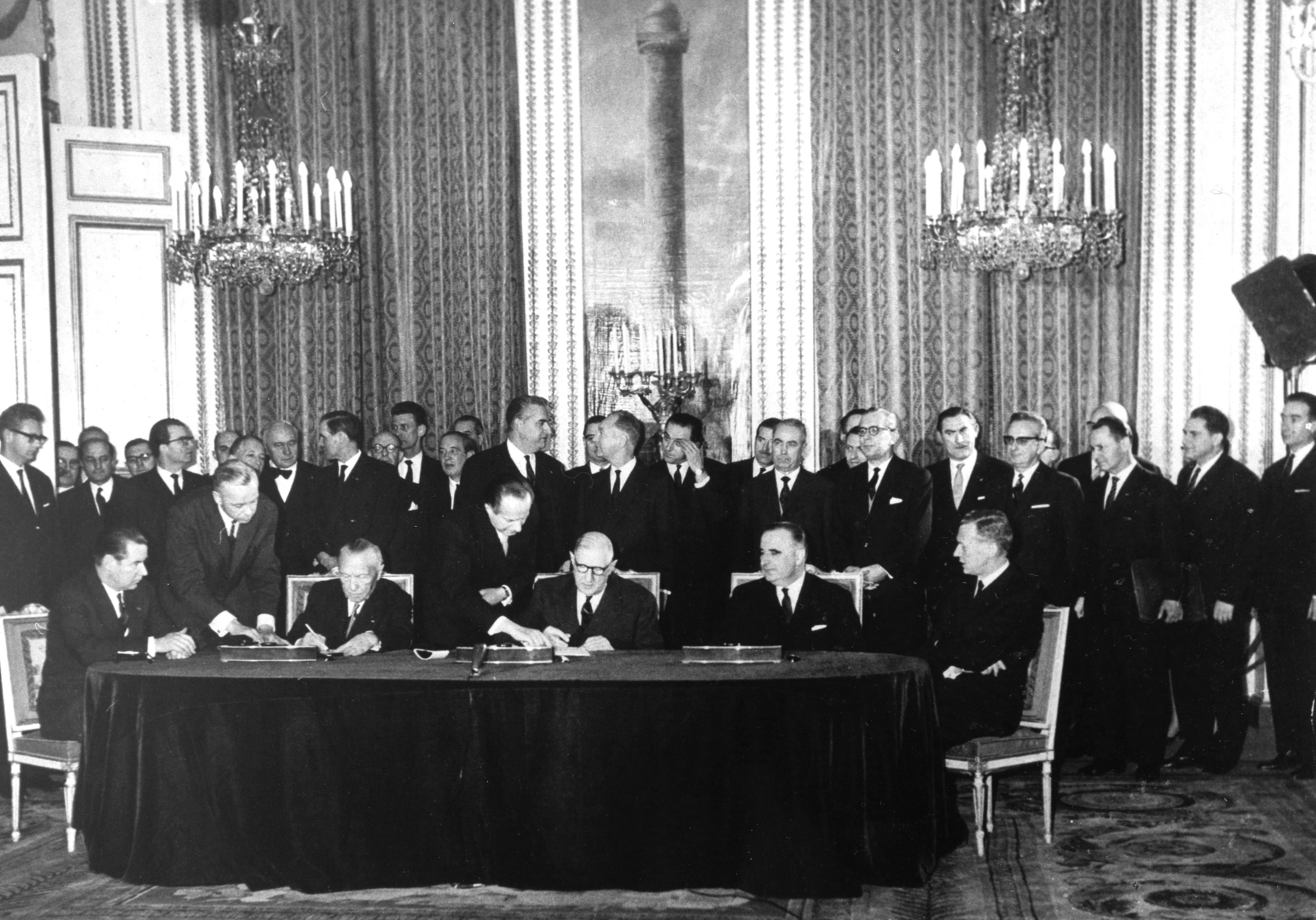
仏独協力条約に調印する独仏首脳
_{左からアデナウアー、ド・ゴール、ポンピドゥー}

1958年9月にシャルル・ド・ゴールと初対談を果たし、ヨーロッパ統合と共同市場の関税の削減について話し合った。初対面時には、政治的決定は特になされず、雑談をするなどして親交を深める。アデナウアーは、ドゴールを西ドイツにとって必要な盟友と考えており、ドゴールと6回ほど面談し、1963年1月22日、パリのエリゼ宮殿で仏独協力条約を調印する。条約調印により、ドイツとフランス両国の対立は終了した。仏独協力条約では、西ドイツとフランスの両国の国家元首と外務大臣、国防大臣が定期的に協議することが求められた。

### 首相退任と死去

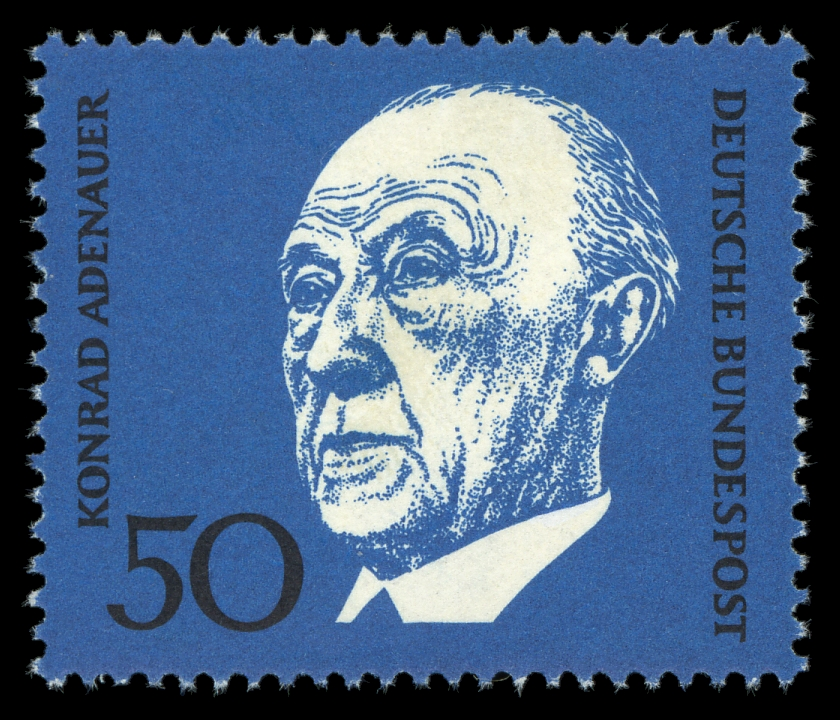
アデナウアーの死の直後に発行された切手（1968年）

1963年10月15日、アデナウアーは首相を退任する。しかし、アデナウアーは首相を退任したものの、議席は連邦議会に置き、CDUの党首も引き続き務めた。首相退任後は、回顧録の執筆に時間を割き、回顧録は1945年から1953年までの第一巻、1953年から1955年までの第二巻、1955年から1959年までの第三巻、1959年から1963年までの第四巻が刊行されたが、第四巻は未完の状態でアデナウアー死後の1968年に出版された。
アデナウアーは90歳を過ぎるとさすがに体調を崩すことが増えていた。そして1967年4月19日に死去。死去後、国葬が4月25日に執り行われた。

## エピソード

### エアハルトとの関係
アデナウアーは、経済に素人であったため、経済の専門家であるエアハルトをCDUに引き入れて、経済相に任命するなど重用したが、両者の関係は良好とは言い難かった。両者は早くも1950年に衝突し始め、ことあるごとに意見が合わず衝突していた。アデナウアーは、エアハルトを政治家としての資質に欠けていると論じていた
。アデナウアーは首相退任後もエアハルトを批判し続けていた。エアハルトのあだ名はゴム製の獅子であった。その心は、エアハルトはアデナウアーがいない場所では、エアハルトは反抗したり怒ったりするが、アデナウアーがそばに来るとおとなしくなるからである。しかし、エアハルトは（アデナウアー以外の）CDU党内や国民の間では経済成長の父として人気があった。

### 趣味

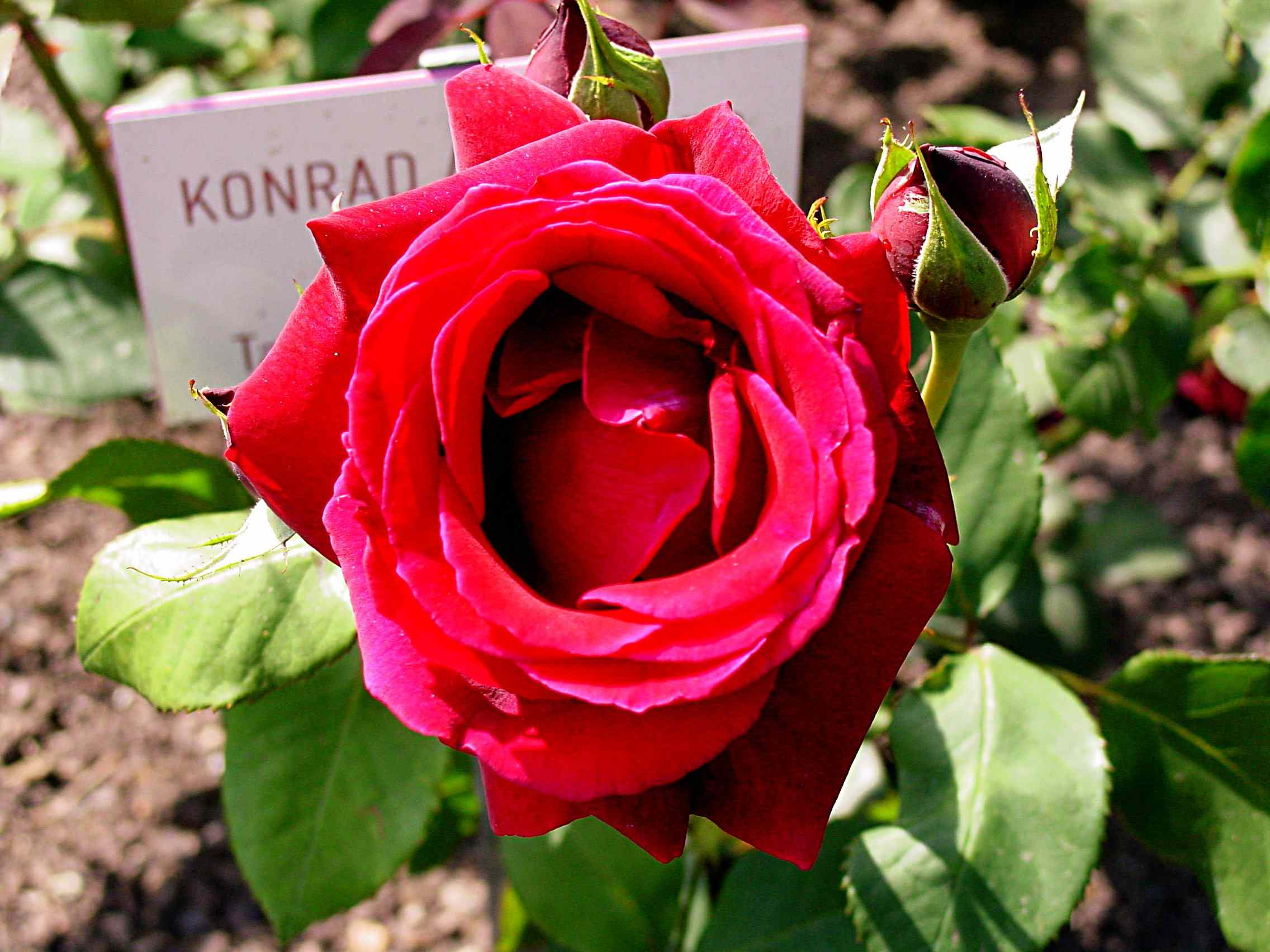
コンラート・アデナウアー薔薇

アデナウアーの趣味に発明があり、第一次世界大戦時の食糧問題時にその発明の才能を活かし、ケルンパン(とうもろこしとじゃがいもの粉の混合パン)や、ケルンソーセージ(主原料が大豆)を発明した。ただし、これらは美味しくなかったそうである。その他の発明品としては、曲がらないヘアピンや、輝くストップウォッチ、自動車運転用のサングラスなどがあったが、いずれも珍発明の域を出ないものであった。
アデナウアーは、庭いじりが趣味であり、バラをこよなく愛しており、もし政治家にならなければ、庭師になっていたほどであった。

### 評価や顕彰

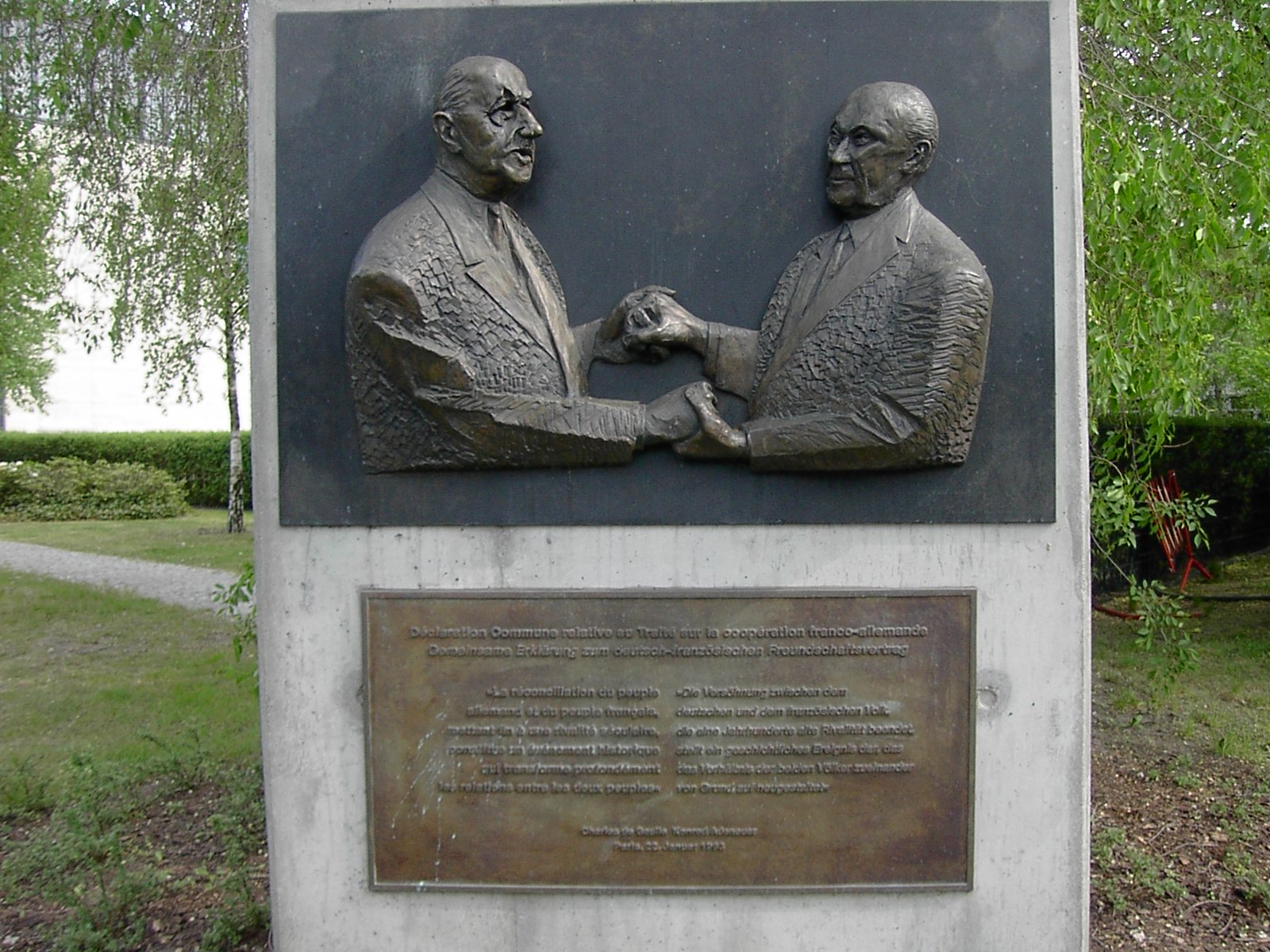
ベルリンにある独仏関係修復記念碑
_{右がアデナウアー、左がド・ゴール}

ドイツの調査機関、アレンスバッハ研究所が1950年から1993年まで毎年、「最もドイツに貢献した偉大なドイツ人は？」というアンケートを取っていた。第一回目の1950年のアンケートでは、アデナウアーは圏外で、ビスマルクが35%で一位、ヒトラーが10%を獲得していたが、1952年の同アンケートでは、アデナウアーは3%を獲得し、アデナウアーは首相在任10年目に当たる1958年には26%の票を獲得し、ビスマルク（23%）を抜いて一位に立ち、以後一位をキープした。ベルリンの壁崩壊時(1989年)には約30%がアデナウアーを支持していた。ドイツ第二テレビ（ZDF）の「わたしたちのベスト(Unsere Besten)」という視聴者参加型のランキングテレビ番組の第一回放送（2003年11月28日）では、最も偉大なドイツ人の順位を約182万人からアンケートを取った結果、一位はアデナウアーだった。なお、ビスマルクは九位だった。2009年にもアレンスバッハ研究所が「これまでで最も重要だった連邦首相は誰だと思うか？」というアンケートではブラントやヘルムート・コールが挙げられたが、全体としてはアデナウアーが最も多かった。
アデナウアーの政治スタイルには批判もある。アデナウアー自身は経済に明るくなかったため、ケルン市長時代は湯水のごとく金を使っていた。首相就任後は、外国人記者の取材には気軽に応じ、だが、政治決定はアデナウアー自身が一人で決断することが多々あったため、閣僚たちは翌日の新聞報道によって、政策を知る始末であった。アデナウアーの政治スタイルを受けて、宰相民主主義や首相部隊という新語が作られた。首相部隊というのは、排他的な顧問グループのことである。
アデナウアーはケルン大学創設により、ケルン大学より政治学、法学、医学及び、哲学の名誉博士号を授与された。また、1953年4月、訪米した際には、メリーランド大学とジョージタウン大学で法学の名誉博士を授与された。
アデナウアーは、メルセデス・ベンツの当時の高級車「300」を公私に渡り愛用しており、この車種は「アデナウアー」の異名で呼ばれた。